# Biblioteca Națională a Israelului
Biblioteca Națională a Israelului (NLI; ebraică: הספרייה הלאומית; anterior: Biblioteca Evreiască Națională și Universitară - JNUL, ebraică: בית הספרים הלאומי והאוניברסיטאי), este cea mai mare și cea mai importantă bibliotecă din Israel. Biblioteca deține mai mult de 5 milioane de cărți, și este situată lângă Knesset și Muzeul Israel.
Biblioteca Națională deține cele mai mari colecții din lume de ebraică și iudaică și este depozitul a mai multe manuscrise rare și unice, cărți și artefacte.

## Istorie
Biblioteca B'nai Brith, a fost fondată în Ierusalim în 1892, a fost prima bibliotecă publică din Palestina destinată servească comunitatea evreiască. Biblioteca s-a aflat pe strada B'nai Brith, între cartierul Meah Shearim și Complexul Rus. Zece ani mai târziu, biblioteca Midrash Abrabanel, așa cum era cunoscută atunci, s-a mutat pe Strada Etiopia. 
În 1948, atunci când accesul la campusul universitar de pe Muntele Scopus a fost blocat, cele mai multe dintre cărțile de acolo au fost mutate trimestrial încetul cu încetul în clădirea  Colegiului  Terra Sancta din cartierul Rehavia. Până în acel moment, colecția universității cupreindea peste un milion de cărți. Din lipsă de spațiu, unele dintre cărți au fost plasate în depozite din jurul orașului. În 1960, ele au fost mutate în clădirea nouă JNUL din campusul Givat Ram al Universității Ebraice.
În 2023 a fost inaugurată noua clădire a Bibliotecii Naționale.
Clădirea nouă

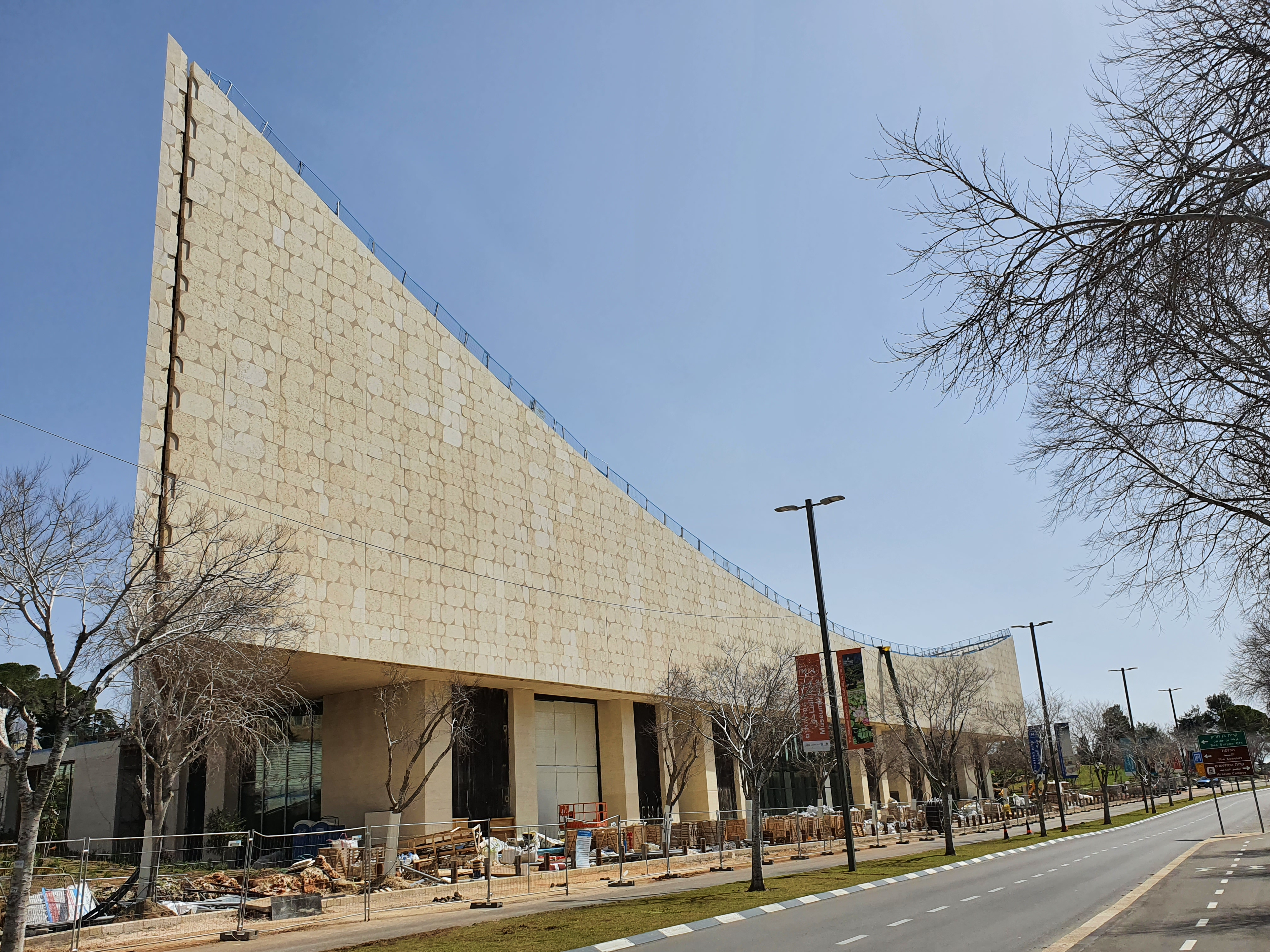
În 2022
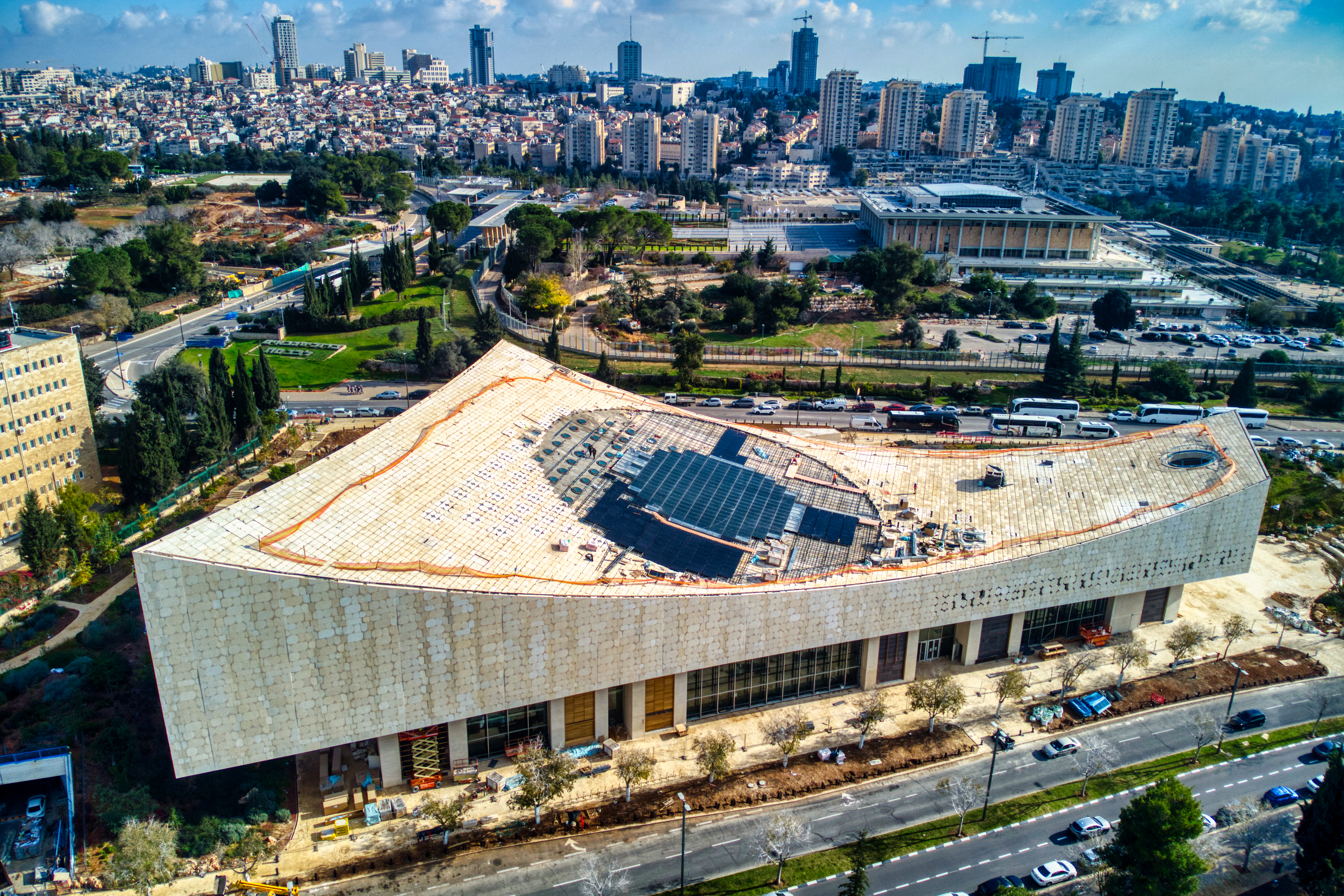
în 2023

Clădirea veche

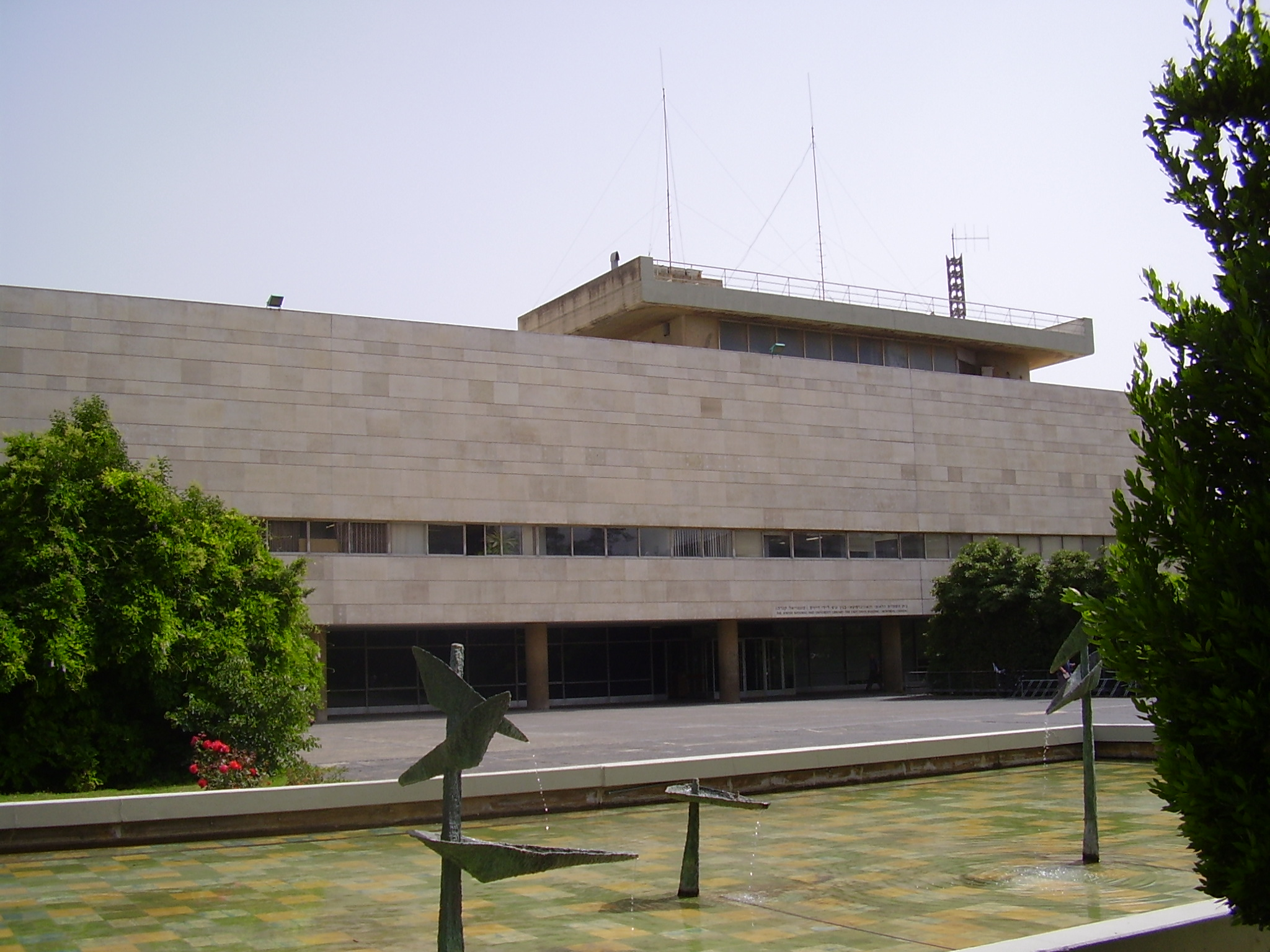
În 2011
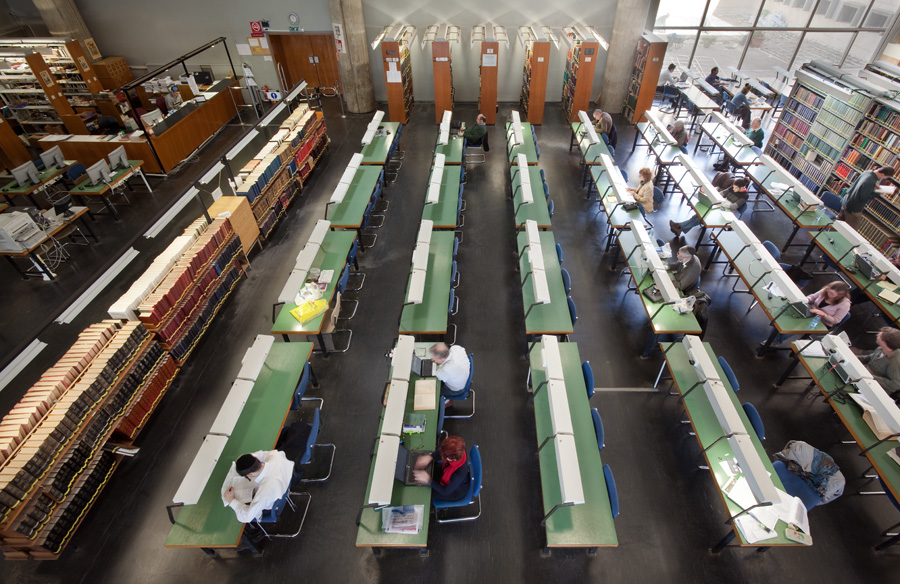
Sala de lectură a Bibliotecii Naționale a Israelului (2011)
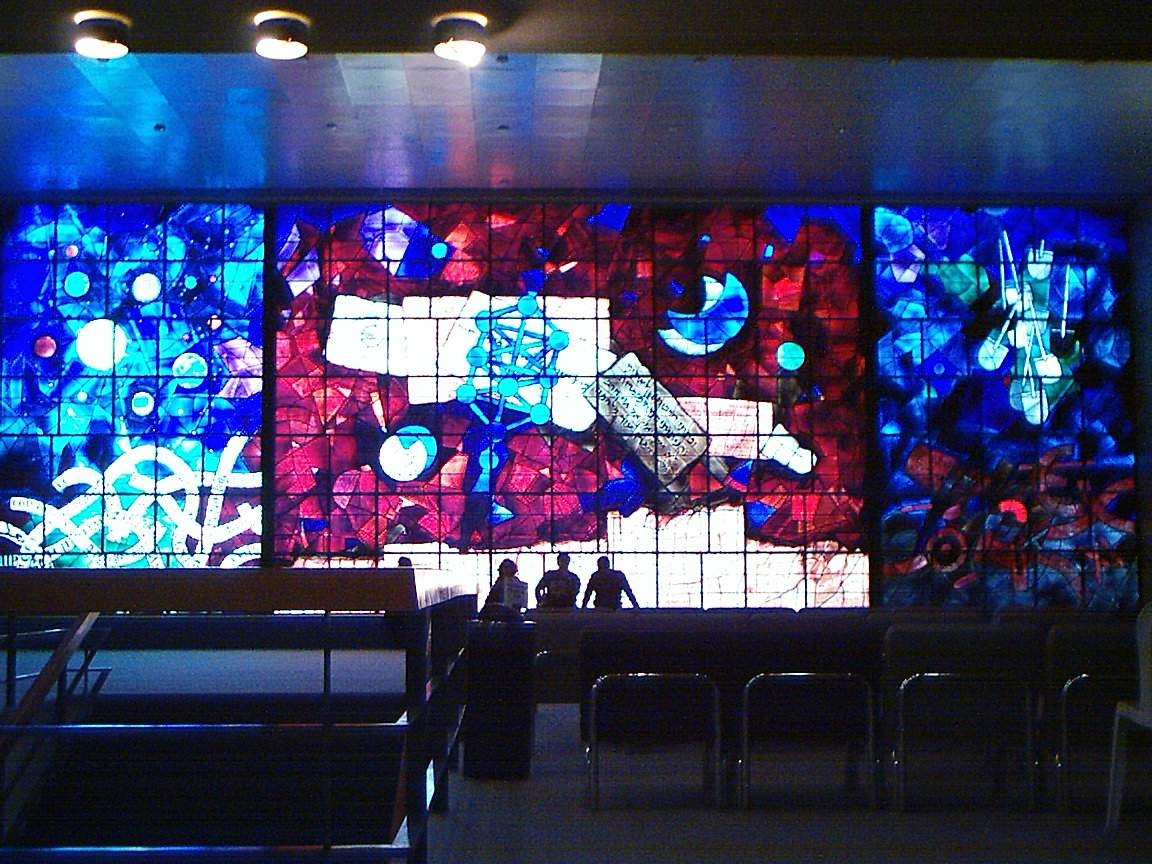
în 2003